# Fredskalla
Fredskalla  (Spathiphyllum wallisii) är en art i familjen kallaväxter från Colombia.
Arten är en vanlig krukväxt i Sverige och tämligen lättskött. Den ska inte stå i direkt solljus, utan trivs bättre i skuggigare lägen. Då arten är en sumpväxt ska jorden hållas fuktig.
Fredskalla har i försök konstaterats ta upp och binda en mängd giftiga ämnen ur luften, exempelvis bensen, formaldehyd, trikloretylen, xylen och toluen, aceton, alkohol och ammoniak. Fredskallan innehåller irriterande ämnen, och är giftig för katt.
- Wikimedia Commons har media som rör Fredskalla.

### Webbkällor
- Odla.nu - Fredskalla